# Теджън
Теджон (на корейски с хангъл: 대전, произнесено [tɛdʑʌn], правопис по системата на Маккюн-Райшауер: Taejǒn) е 5-ият по население град в Южна Корея с 1 508 120 жители (по приблизителна оценка към декември 2018 г.). Теджон е с обща площ от 539,84 км² и е разположен в централната част на страната. В пределите на града се намират повече от 200 научноизследователски института.

## Побратимени градове
- Бризбейн, Австралия от 2002 г.